# Moschea del Venerdì (Ardestan)
La moschea del Venerdì della città iraniana di Ardestan è la prima moschea a due piani nella storia dell'Islam, nonché la seconda a quattro portici.

## Storia
Si ritiene che questa moschea sia stata costruita durante i primi anni di regno di Malik Shah I laddove un tempo sorgeva un tempio del Fuoco. Inizialmente l'edificio era un ipostilo ed è possibile che nel 1160 avesse assunto le sembianze odierne. Di fatti un'scrizione sul mattone principale indica come 1158 la data di ulteriori modifiche, mentre un'altra iscrizione sita nell'iwan per la preghiera sembrerebbe indicare come 1160 la data della struttura a quattro portici.

## Descrizione
(Robert Byron, La via per l'Oxiana)
Costruita in epoca selgiuchide, la moschea comprende anche un bazar e una madrasa. L'intero complesso occupa una superficie di 340,85 m². Dal cortile principale partono due scalinate che conducono alla sala di preghiera sottostante. La posizione decentrata del minareto suggerisce che questo fosse stato eretto nel vecchio cortile centrale.
La distanza tra la pianta del portico principale, di forma quadrata, e la cupola che lo sormonta è di 19 m. La cupola di questa moschea è tra le più significative dell'architettura selgiuchide e la sua eccezionalità è data dalle particolari decorazioni in mattoni. Essa è posta nella parte più meridionale dell'asse nord-sud ed è collegata alla navata principale della moschea da ovest. La base della cupola è divisa in due parti, una superiore e una inferiore, nelle quali sono presenti due finestre per lato con funzione di illuminazione.
Gli intonaci di questa moschea sono tra i meglio conservati di tutto l'Iran. Essi decorano gli iwan, gli archi, i soffitti e il miḥrāb riccamente scolpito. Le decorazioni di quest'ultimo furono restaurate dai mongoli nel XIII secolo.